# ASASSN-V J060000.76-310027.83
Désignations
ASASSN-V J060000.76-310027.83, surnommée officieusement l'« étoile de Zachy » d'après Zachary (Zach) Way, est une étoile variant de façon inhabituelle. La baisse de luminosité de l'étoile a été découverte dans le cadre du programme ASAS-SN et annoncée par Zachary Way et ses collègues le 11 décembre 2019.
L'étoile semble avoir eu une précédente baisse de luminosité en 1937.
D'après la mesure de sa parallaxe annuelle par le satellite Gaia, l'étoile est distante d'environ 157 pc (∼512 al) de la Terre. Sa luminosité n'est que de 14 % celle du Soleil et sa température de surface est de 4 270 K.